# Pays Terres romanes en Pays catalan
 (juillet 2025).
Motif : Sans sources secondaires.
- Archive Wikiwix
- Bing
- Cairn
- DuckDuckGo
- E. Universalis
- Gallica
- Google
- G. Books
- G. News
- G. Scholar
- Persée
- Qwant
- (zh) Baidu
- (ru) Yandex
- (wd) trouver des œuvres sur Wikidata

| 1. | Préciser le motif de la pose du bandeau. | Précisez le motif de la pose du bandeau en utilisant la syntaxe suivante : {{admissibilité à vérifier\|date=juillet 2025\|motif=remplacez ce texte par le motif}}                                        |
| 2. | Informer les utilisateurs concernés.     | Pensez à avertir le créateur de l'article, par exemple, en insérant le code ci-dessous sur sa page de discussion : {{subst:avertissement admissibilité à vérifier\|Pays Terres romanes en Pays catalan}} |

Le Pays Terres Romanes en Pays Catalan est situé dans le département des Pyrénées-Orientales dans la Région Languedoc-Roussillon.
Ce territoire est bordé à l'est par la plaine du Roussillon et l'agglomération de Perpignan, au sud par le Massif du Canigou et la chaîne frontière du Puigmal. Ses limites septentrionales sont au contact des régions pyrénéennes audoises (Corbières, Massif du Madrès, Pays de Sault) et ariégeoises (Donezan, Haute-Vallée de l'Ariège). À l'ouest, ce territoire est limitrophe de la Principauté d'Andorre et de l'Espagne.

## Localisation

### 3 terroirs
Territoire à dominante rurale et agricole s'échelonnant du rural montagnard dans les hauts cantons au périurbain dans la zone de piémont, le Pays Terres Romanes en Pays Catalan se structure autour de la Vallée de la Têt. Guidant l'ensemble des déplacements pendulaires, des échanges commerciaux et des migrations saisonnières, la vallée de la Têt est le trait d'union entre les 3 terroirs qui composent le Pays :
Le Ribéral est un territoire de plaine de l'est du Pays. Les bourgs centres sont Millas et Ille-sur-Têt. L'occupation de l'espace est très marquée par l'agriculture avec une arboriculture très présente. Sites remarquables: paysage d'érosion des Orgues d'Ille-sur-Têt et le Força Réal, point culminant de la vallée.

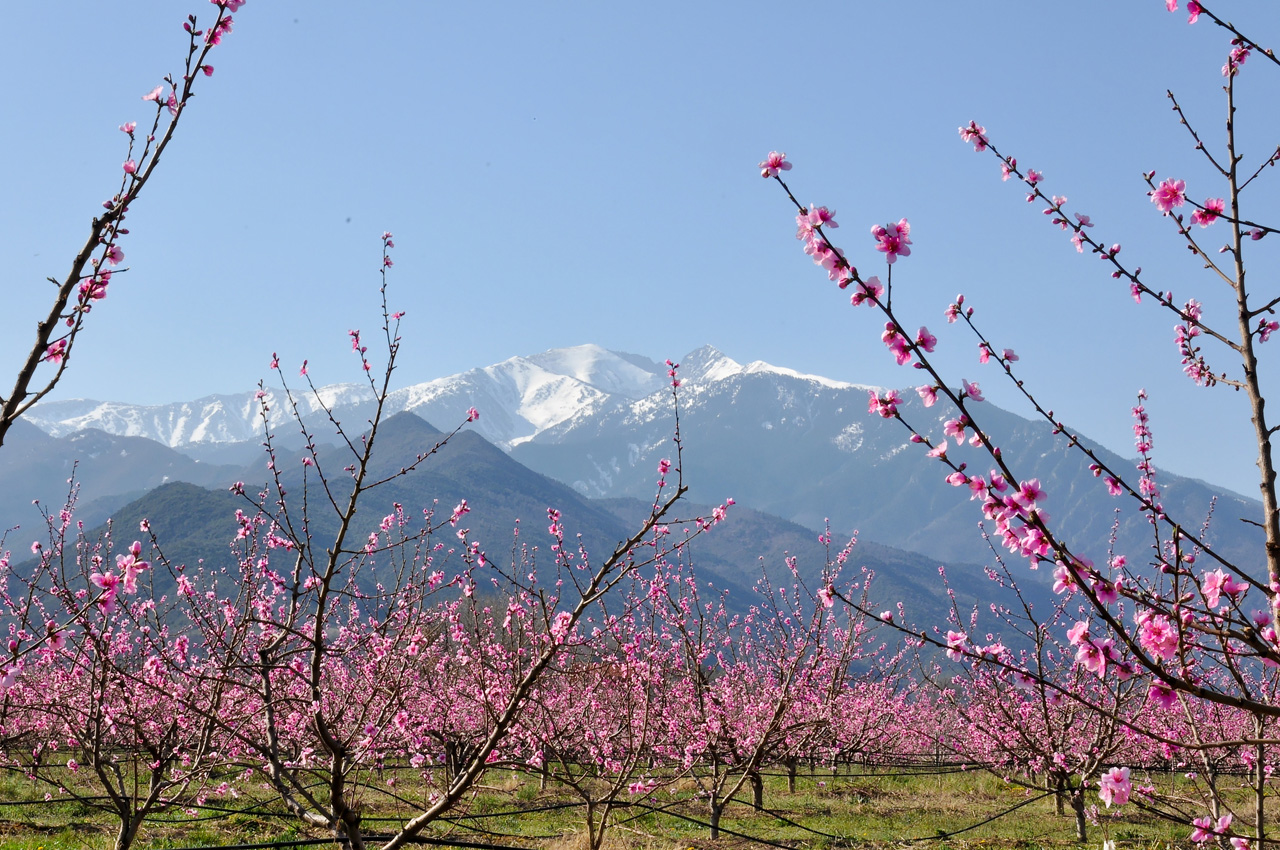
Paysage de pêchers en fleurs dans le Conflent

* Le Conflent s'étend de Rodès à Fontpédrouse et se caractérise par la transition qu'il opère entre la plaine et les massifs montagneux du Capcir et de la Cerdagne. La ville de Prades (sous-préfecture) et dans une moindre mesure Vinça, Vernet-les-Bains et Olette sont les bourgs centres de ce territoire. Il se divise en deux entités : le Bas-Conflent plus à l'est et le Haut-Conflent plus à l'ouest. Le Conflent possède une richesse patrimoniale et environnementale d'une rare densité : architecture religieuse (abbayes, églises et chapelles romanes), architecture militaire (villes fortifiées, forteresses), patrimoine industriel (Train Jaune, sites miniers), sites naturels (gorges, grottes, sources d'eau chaude...).
La Cerdagne et le Capcir sont des plaines d'altitude situées à l'extrémité ouest du Pays. Elles représentent l'ouverture du territoire vers l'extérieur : l'Espagne, l'Andorre, l'Aude et l'Ariège. Le point culminant atteint les 2 921 mètres au sommet du Carlit. Ce terroir possède les caractéristiques des régions de haute montagne. Ces hauts cantons sont marqués par la présence de sites remarquables et au niveau biologique par une diversité et une qualité importante de la faune et de la flore : Réserve Naturelle d'Eyne, sites Natura 2000, site classé des Bouillouses.

### 100 communes
Le Pays Terres Romanes en Pays Catalan est composé de 100 communes sur les 226 que compte le département des Pyrénées-Orientales.
Angoustrine-Villeneuve-des-Escaldes, Arboussols, Ayguatébia-Talau, Baillestavy, Bélesta, Bolquère, Boule-d'Amont, Bouleternère, Bourg-Madame, Campôme, Canaveilles, Casefabre, Casteil, Catllar, Caudiès-de-Conflent, Clara-Villerach, Codalet, Conat-Betllans, Corbère, Corbère-les-Cabanes, Corneilla-de-Conflent, Corneilla-la-Rivière, Dorres, Égat, Enveitg, Err, Escaro, Espira-de-Conflent, Estavar, Estoher, Eus, Eyne, Fillols, Finestret, Fontpédrouse, Fontrabiouse-Espousouilles, Font-Romeu-Odeillo-Via, Formiguères, Fuilla, Glorianes, Ille-sur-Têt, Joch, Jujols, La Cabanasse, La Llagonne, Latour-de-Carol, Les Angles, Llo, Los Masos, Mantet, Marquixanes, Matemale, Millas, Molitg-les-Bains, Montalba-le-Château, Mont-Louis, Mosset, Nahuja, Néfiach, Nohèdes, Nyer, Olette-Evol, Oreilla, Osséja, Palau-de-Cerdagne, Planès, Porta, Porté-Puymorens, Prades, Prunet-et-Belpuig, Puyvalador, Py, Railleu, Réal, Ria-Sirach, Rigarda, Rodès, Sahorre, Saillagouse, Sainte-Léocadie, Saint-Féliu-d'Amont, Saint-Michel-de-Llotes, Saint-Pierre-dels-Forcats, Sansa, Sauto, Serdinya-Joncet, Souanyas-Marians, Sournia, Tarerach, Targasonne, Taurinya, Thuès-Entre-Valls, Trévillach, Ur, Urbanya, Valcebollère, Valmanya, Villefranche-de-Conflent, Vinça

### 6 Communautés de Communes
Le Pays Terres Romanes en Pays Catalan est composé de 6 Communauté de communes:
- la Communauté de communes de Pyrénées Cerdagne
- la Communauté de communes Capcir Haut-Conflent
- la Communauté de communes de Roussillon Conflent
- la Communauté de communes Vinça Canigou
- la Communauté de communes Canigou - Val Cady
- la Communauté de Communes du Conflent

ainsi que 9 communes isolées.

### 8 cantons
Les communes du Pays Terres Romanes en Pays Catalan se répartissent sur 8 cantons:
- le Canton de Millas en partie,
- le Canton de Sournia en partie,
- le Canton de Latour-de-France en partie,
- le Canton de Vinça,
- le Canton de Prades,
- le Canton d'Olette,
- le Canton de Mont-Louis,
- le Canton de Saillagouse.

### 3 structures de projet
- Le Parc naturel régional des Pyrénées catalanes regroupe 64 communes à l'est du territoire.
- Le Syndicat Mixte Canigó Grand Site regroupe 37 communes autour du massif du Canigou.
- Le Pays d'art et d'histoire de la Vallée de la Têt regroupe 19 communes du Ribéral et du Conflent autour d'un objectif de valorisation patrimoniale.

## Origine et définition
Au sens de la Loi d'Orientation pour l'Aménagement et le Développement du Territoire de 1995, complétée par la Loi d’Orientation pour l’Aménagement et le Développement Durable du Territoire de 1999, dite loi Voynet :
« un Pays est un territoire caractérisé par une cohésion géographique, économique, culturelle ou sociale, fondé sur une volonté locale ayant pour but d’instaurer une solidarité entre espaces ruraux et espaces urbains. »
Le Pays TRPC, ce sont 100 communes du Ribéral, Conflent, Cerdagne et Capcir qui travaillent ensemble à la mise en œuvre d’un projet de territoire commun.
Il est structuré en Groupement d'intérêt public Aménagement du Territoire (GIP AT) et s’articule autour de 3 types d’instances :
- les instances délibérantes et de programmation : Conseil d’Administration, Assemblée Générale et Comité de programmation Leader
- l’instance technique : le Comité Technique
- les instances de concertation : les Commissions thématiques du Conseil de Développement

Date de reconnaissance du Pays Terres Romanes en Pays catalan : 2005